# Голиков, Филипп Иванович
Фили́пп Ива́нович Го́ликов (2 [15] июля 1900, Борисова, Пермская губерния — 29 июля 1980[…], Москва) — советский военачальник, Маршал Советского Союза (8 мая 1961 года). Член ЦК КПСС (1961—1966).

## Биография

### Молодые годы
Филипп Голиков родился 2 (15) июля 1900 года (по метрической записи), впоследствии в документах указывал 16 июля 1900 года (в некоторых источниках указаны неверные даты 3 (16) июля 1900 года или 16 (29) июля 1900 года) в деревне Борисовой Зырянской волости Камышловского уезда Пермской губернии, ныне деревня входит в Катайский муниципальный округ Курганской области. Русский, из крестьян: отец — Иван Николаевич, сельский фельдшер, мать — Васса Васильевна, крестьянка. Иван Николаевич был солдатом в гарнизонном лазарете в Тобольске, выучился на ротного фельдшера, служил фельдшером в гарнизонном лазарете в Тобольске. Окончив в 1908 году военную службу, год работал на фельдшерском пункте в селе Покровском, где Филипп поступил в первый класс школы. Затем вернулся в Борисову. Участник Первой Мировой войны. В семье было четверо детей (старший — Филипп, Валентин, Александр, Мария, был умерший в младенчестве брат Николай).
Филипп Голиков окончил три класса школы в Борисовой в 1911 году, 7 классов уездной гимназии в Камышлове Пермской губернии в 1918 году. Учился на земскую стипендию и был освобождён от платы за учение.

### Гражданская война
13 апреля 1918 года вступил в РКП(б), в 1925 году партия переименована в ВКП(б), в 1952 году — в КПСС. В партию вступил вместе с отцом. По поручению укома РКП(б) заведовал конторой камышловской уездной газеты «Известия» (редактор «Известий» Степан Васильевич Егоршин).
30 мая 1918 года добровольно вступил в Рабоче-крестьянскую Красную армию. Участвовал в Гражданской войне.
4 июля 1918 года отряд красноармейцев, в котором был Ф. Голиков, направлен на подавление антибольшевистского выступления крестьян в селе Тамакульском, 5 июля занял с. Тамакульское, но 11 июля отряд разбит в с. Кривском. Командир отряда Емельян Кучмей погиб. 12 июля отряд вернулся в Камышлов. 27 июля отряд оставил Камышлов.
В начале августа отряд влит в состав 3-го батальона добровольческого 1-го Крестьянского коммунистического стрелкового полка «Красные орлы». В октябре 1918 года назначен полковым корреспондентом в газету дивизии «Окопная правда» и в газету 3-й армии «Красный набат».
21 января 1919 года откомандирован на учёбу, окончил двухмесячные военно-агитаторские курсы в Петрограде в 1919 году.
В конце марта 1919 года стал агитатором в полковой пулемётной команде (командир Иван Александрович Ринк) 10-го Московского стрелкового полка Особой бригады 3-й армии Восточного фронта. Полк вступил в соприкосновение с противником в районе с. Залазнинский завод (ныне Кировская область).
С 16 июня 1919 года Голиков секретарь политотдела Особой бригады[уточнить].
С августа 1919 года — инструктор-организатор по работе в деревне политотдела 51-й стрелковой дивизии. В конце ноября 1919 года в Тюкалинске тяжело заболел сыпным тифом, несколько месяцев лечился в госпитале в Тюмени.

### Политработник
После окончания Гражданской войны 11 лет находился на политической работе в войсках. Участник подавления кулацких мятежей в Уфимской губернии[уточнить].
С мая 1920 года — агитатор, затем начальник информации дивизии. С марта 1921 года — начальник политсекретариата губернского военного комиссариата. С мая 1921 года — начальник политотдела стрелковой бригады. С мая 1922 — инструктор, затем начальник отделения политотдела Приволжско-Уральского военного округа. С июня 1922 года — помощник начальника и начальник агитационно-пропагандистского отдела политуправления Западно-Сибирского военного округа.
Окончил Курсы усовершенствования высшего начальствующего состава РККА (КУВНАС) в 1929 году. С апреля 1929 года начальник агитационно-пропагандистского отдела политуправления Приволжского военного округа. С января 1931 года — военком и начальник политотдела 32-й стрелковой дивизии.

### На командной работе
В 1931 году окончил экстерном военную школу и по собственному желанию был переведён на командную работу. С ноября 1931 года — командир 95-го стрелкового полка 32-й стрелковой дивизии. Заочно окончил Военную академию РККА имени М. В. Фрунзе в 1933 году. С октября 1933 года — командир 61-й стрелковой дивизии Приволжского военного округа. С сентября 1936 года — командир 8-й отдельной механизированной бригады, с июля 1937 года — командир 45-го механизированного корпуса Киевского военного округа. В январе 1938 года назначен членом Военного совета Белорусского военного округа.
С 18 июня 1938 года по 1940 год — член Бюро ЦК КП(б) Беларуси.
В 1938 году был освобожден от занимаемой должности и уволен из армии. К. Е. Ворошилов отказался подписать санкцию на арест Голикова. Ф. И. Голиков вновь был призван на военную службу.
С ноября 1938 года — командующий войсками Винницкой армейской группы Киевского особого военного округа.
После переформирования Винницкой группы с 16 по 24 сентября 1939 года в Волочискую армейскую группу Украинского фронта, с 24 по 28 сентября 1939 года в Восточную армейскую группу, а затем с 28 сентября — в 6-ю армию, — командующий этого объединения, в этом качестве участвовал в Польском походе РККА в сентябре 1939 года.

### Начальник Разведупра Генштаба
С 26 июля 1940 года (по ряду публикаций — с 11 июля 1940 года) — заместитель начальника Генерального штаба РККА — начальник Главного разведывательного управления РККА. Начальник разведуправления генштаба раз в 7-10 дней представлял спецсообщения 9-13 адресатам, среди которых обязательно были И. В. Сталин, В. М. Молотов, К. Е. Ворошилов, А. А. Жданов, Л. П. Берия, Г. М. Маленков, С. К. Тимошенко, Г. К. Жуков, Н. Г. Кузнецов.
Большинство современных историков полагает, что на посту начальника разведуправления генштаба Голиков подавал руководству страны только ту информацию, которая отвечала мнению И. В. Сталина. Информация же о подготовке и сроках нападения Германии на СССР подавалась зачастую как неподтверждённая или не заслуживающая доверия. Голиков не смог решить и чисто военные задачи. В частности, зафиксировав факт сосредоточения значительного количества германских войск у границ СССР и определив цели ударов противника (Ленинград, Москва, Киев), военная разведка не вскрыла районы сосредоточения и состав ни одной из ударных наступательных группировок противника. Следствием стала неожиданно мощная сила ударов врага с первого дня войны, предрешившая крайне неблагоприятный ход боевых действий и огромные потери советских войск на первом этапе Великой Отечественной войны. Самое трагическое же в том, что зная о готовности немецких войск к вторжению, Голиков не доверял сообщениям о сроке начала войны, в частности докладывая 20 марта 1941 года И. В. Сталину, что «слухи и документы, говорящие о неизбежности весной этого года войны против СССР, необходимо расценивать как дезинформацию, исходящую от английской и даже, может быть, германской разведки». Полагал, что наиболее возможным сроком начала нападения на СССР будет период после победы Гитлера над Англией и заключения с ней почётного мира .
В апреле-июне 1941 года Ф. И. Голиков сообщал о продолжавшемся сосредоточении у советской западной границы германских войск, количестве стянутых к ней дивизий, их боевом составе и численности, местах их дислокации, называл срок нападения на СССР — 22 июня 1941 года (эту дату указывали около 15 надёжных источников). С июля 1940 по июнь 1941 года ГРУ ГШ РККА направило руководству СССР 95 (только рассекреченных) сообщений о сосредоточении фашистских войск и подготовке их к нападению на СССР. Поэтому, хотя военное и политическое руководство СССР знало очень многое о готовности Германии к вторжению в СССР, само вторжение оказалось полностью внезапным.
Что касается добытых разведданных в отношении новейшей германской техники и вооружения (авиация, бронетехника, стрелково-артиллерийское вооружение, химическое оружие), то поступившая развединформация была довольно подробной и в целом позволяла военному руководству СССР сделать правильные выводы об их применении в грядущей войне (в этом плане проблема более в том, насколько эффективно была использована полученная разведчиками информация).
С 20 февраля 1941 по 5 октября 1952 — член Центральной Ревизионной Комиссии ВКП(б), избран на XVIII конференции ВКП(б).

### Великая Отечественная война
В первые дни войны Голиков снят с поста начальника Главного разведывательного управления Генштаба РККА. 5 июля 1941 года он был назначен главой Советской военной миссии в Великобританию и США , после чего вскоре убыл в Великобританию. Вёл переговоры о военных поставках для СССР и об открытии второго фронта, в том числе 31 июля 1941 года был принят президентом США Франклином Рузвельтом. Его большая заслуга в том, что уже 31 августа 1941 года в Архангельск прибыл первый британский арктический конвой с грузом самолётов и боеприпасов для фронта.
В октябре 1941 года возвращён в СССР и назначен командующим формировавшейся в Пензенской области 10-й армии. Позже армия была передислоцирована в Рязанскую область. В составе войск Западного фронта войска армии достаточно успешно наступали с начала декабря 1941 года южнее Тулы, отбросив на расстояние до 400 км от Москвы части германской 2-й танковой армии генерала Гудериана, освободив 10 городов и нанеся большие потери противнику. При этом армия не имела превосходства над противником.
С февраля 1942 года — командующий 4-й ударной армией на Калининском фронте. С апреля 1942 года — командующий войсками Брянского фронта, в июле 1942 года — командующий войсками Воронежского фронта. По мнению советских историков, неудачно руководил войсками фронта в июне — июле 1942 года, из-за чего противник сумел прорваться к Воронежу, выйти на Средний Дон и занять выгодный рубеж для удара на Сталинград.
В августе 1942 года Голиков назначен с понижением командующим 1-й гвардейской армией на Юго-Восточном и Сталинградском фронтах, участвовал в оборонительных боях на подступах к Сталинграду. С сентября 1942 года — заместитель командующего Сталинградским фронтом. В октябре 1942 года переброшен на северный участок советско-германского фронта и назначен заместителем командующего войсками Северо-Западного фронта. Через несколько дней отозван в Москву и 16 октября повторно назначен начальником Главного разведывательного управления Генштаба РККА. А ещё через несколько дней, 22 октября 1942 года, также повторно назначен командующим войсками Воронежского фронта.
На посту командующего этим фронтом провёл три крупные операции. В первой из них, Острогожско-Россошанской операции 13—27 января 1943 года войска фронта разгромили основные силы 2-й венгерской армии, итальянский альпийский корпус, 24-й немецкий танковый корпус. По советским данным, было захвачено до 86 000 пленных.
Во второй, Воронежско-Касторненской операции, с 24 января по 17 февраля 1943 года были окружены и разгромлены 2-й венгерский корпус и часть сил 2-й немецкой армии.
В третьей по счету, в Харьковской наступательной операции 2 февраля — 2 марта 1943 года советским войскам удалось продвинуться ещё более чем на 100 км и освободить Харьков.
Однако в Ворошиловградской операция (29 января - 18 февраля) 1943 года, задуманной как масштабное наступление к Днепру, фронт потерпел тяжелое поражение и был отброшен на рубеж Северского Донца. Противник не только занял Харьков, но и продвинулся на север до Белгорода (Третья битва за Харьков).  
В марте 1943 года Голиков был отозван в Москву и более на фронт никогда не направлялся. 6 апреля 1943 года назначен заместителем Народного комиссара обороны СССР по кадрам. В связи с реорганизацией руководства наркоматом обороны СССР 20 мая 1943 года был выведен из числа заместителей наркома обороны, а занимаемая Голиковым должность стала именоваться «начальник Главного управления кадров Народного комиссариата (с 1946 — Министерства) обороны СССР» (находился в этой должности по 1950 год).
В октябре 1944 года было принято Постановление о деятельности Уполномоченного Совета Народных Комиссаров СССР по делам репатриации граждан СССР из Германии и оккупированных ею стран. 4 октября Ф. И. Голиков назначен этим Уполномоченным, сохранив за собой и должность начальника ГУК НКО СССР. Достаточно быстро это ведомство с помощью НКВД СССР создало мощную инфраструктурную сеть — от репатриационных миссий, ищущих «подлежащих репатриации лиц» на территории Германии и оккупированных ею стран, до районных представителей или служб, отвечавших за приём советских граждан на местах. Составным элементом этой сети стали сборно-пересыльныe и проверочно-фильтрационные пункты и лагеря, которых было развёрнуто около 200 только за пределами СССР.

### Послевоенное время
С сентября 1950 года — командующий Отдельной механизированной армией.
С 17 мая 1956 года — начальник Военной академии бронетанковых войск Советской Армии имени И. В. Сталина.
С января 1958 года — начальник Главного политического управления Советской Армии и Военно-Морского Флота, важнейшего органа по партийному руководству Вооружёнными Силами СССР. Неофициально начальник ГлавПУРа считался вторым лицом в Министерстве обороны СССР, причём Министру он подчинялся только формально, поскольку ГлавПУР на правах отдела входил в аппарат ЦК КПСС и подчинялся в первую очередь высшим партийным инстанциям.
В 1961—1966 годах — член ЦК КПСС, в 1939—1952 годах — член Центральной ревизионной комиссии ВКП(б). Делегат XVIII съезда ВКП(б), XIX, XX, XXI, XXII съездов КПСС. Депутат Верховного Совета СССР 1-го (1938—1946) и 4-6-го (1954—1965) созывов. Был депутатом Верховного Совета Белорусской ССР.
В мае 1962 года освобожден от должности «по состоянию здоровья и в связи с уходом на пенсию». В июне 1962 года назначен генеральным инспектором Группы генеральных инспекторов Министерства обороны СССР.
Жил в Москве. Умер 29 июля 1980 года. Похоронен на Новодевичьем кладбище (7 участок, левая сторона, 16 ряд).

## Оценки современников
Н. С. Хрущёв вспоминал

…он написал какую-то гадость Сталину против Еременко, и Сталин меня критиковал за то, что я слишком поддерживаю Еременко и не поддержал Голикова. Может он и обо мне написал какую-нибудь гадость? Это возможно. <…>Ведь действовал он недобропорядочно…— Никита Хрущёв

## Воинские звания
- Комбриг (26.11.1935)[35]
- Корпусной комиссар (31.12.1937)[36]
- Комкор (8.01.1938)[37]
- Генерал-лейтенант (4.06.1940)[38]
- Генерал-полковник (19.01.1943)[39]
- Генерал армии (8.05.1959)[40]
- Маршал Советского Союза (8.05.1961)

## Награды
- 4 ордена Ленина (22.02.1941, 21.02.1945, 20.07.1950, 15.07.1960)
- Орден Октябрьской Революции (22.02.1968)
- 4 ордена Красного Знамени (20.02.1933, 3.01.1942, 3.11.1944, 20.06.1949)
- Орден Суворова I степени (28.01.1943)
- Орден Кутузова I степени (22.02.1944)
- Орден Трудового Красного Знамени (15.07.1980)
- 2 ордена Красной Звезды (16.08.1936, 16.07.1970)
- Орден «За службу Родине в Вооружённых Силах СССР» III степени (30.04.1975)
- Почётное оружие с золотым изображением Государственного герба СССР (22.02.1968)

- Медали, в том числе
  - Юбилейная медаль «За воинскую доблесть. В ознаменование 100-летия со дня рождения Владимира Ильича Ленина» (1970)
  - Медаль «За оборону Москвы»
  - Медаль «За оборону Сталинграда»
  - Медаль «За победу над Германией в Великой Отечественной войне 1941—1945 гг.» (1970)
  - Юбилейная медаль «Двадцать лет Победы в Великой Отечественной войне 1941—1945 гг.» (1965)
  - Юбилейная медаль «Тридцать лет Победы в Великой Отечественной войне 1941—1945 гг.» (1975)
  - Медаль «За победу над Японией»
  - Медаль «Ветеран Вооружённых Сил СССР»
  - Медаль «За укрепление боевого содружества» (1980)
  - Юбилейная медаль «XX лет Рабоче-Крестьянской Красной Армии» (22.02.1938)
  - Юбилейная медаль «30 лет Советской Армии и Флота» (1948)
  - Юбилейная медаль «40 лет Вооружённых Сил СССР» (1958)
  - Юбилейная медаль «50 лет Вооружённых Сил СССР» (1968)
  - Юбилейная медаль «60 лет Вооружённых Сил СССР» (1979)
  - Медаль «В память 800-летия Москвы» (1947)
- Почётное оружие (пистолет) (1968)[41]
- иностранные награды, в том числе:
  - 2 ордена Красного Знамени (Монгольская Народная Республика, 1945, 1971)
  - Орден «Крест Грюнвальда» I степени (Польская Республика, 1946)
  - Орден Партизанской Звезды I степени (Югославия, 1946)
  - Орден «За заслуги перед народом» I степени (Федеративная Народная Республика Югославия, 1946)
  - Орден Полярной звезды (Монгольская Народная Республика, 1947)
  - Орден Белого льва I степени (Чехословацкая Республика, 1947)
  - Орден Звезды Румынии I степени (Румынская Народная Республика, 1950)
  - Орден «9 сентября 1944 года» II степени (Народная Республика Болгария, 1971)
  - Орден Государственного флага I степени (Корейская Народно-Демократическая Республика)
  - Военный крест (Чехословакия, 1943)
  - Медаль «За победу над фашизмом» (рум. Medalia „Eliberarea de sub jugul fascist”) (Румынская Народная Республика)
  - Дукельская памятная медаль (Чехословацкая Республика)
  - Медаль «Братство по оружию» I степени в золоте (Германская Демократическая Республика)
  - Медаль «За освобождение Кореи» (Корейская Народно-Демократическая Республика)
  - Медаль «За Победу над Японией» (Монгольская Народная Республика)
  - Медаль «30 лет Халхин-Гольской Победы» (Монгольская Народная Республика)
  - Медаль «30 лет Победы над милитаристской Японией» (Монгольская Народная Республика)
  - Медаль «50 лет Монгольской Народной Революции» (Монгольская Народная Республика, 1971)
  - Медаль «50 лет Монгольской Народной Армии» (Монгольская Народная Республика, 1971)

## Память
- Улицы Голикова в различных городах мира.
- Проспект Маршала Голикова в Кургане.
- Аншлаг маршалу Ф. И. Голикову в Кургане, установлен в 2005 году[42] — 55°27′42″ с. ш. 65°15′24″ в. д.HGЯO
- 14 февраля 1990 года, к 90-летию со дня рождения Филиппа Ивановича Голикова, выпущен почтовый художественный маркированный конверт. Художник А. Карасев.
- 10 февраля 2000 года, к 100-летию со дня рождения Филиппа Ивановича Голикова, выпущена почтовая карточка. Художник Б. Илюхин.

### Кинематограф
- 2012 — телесериал «Жуков» — роль генерал-полковника Голикова исполнил Алексей Огурцов.
- 1990 — Неизвестные страницы из жизни разведчика — роль генерал-лейтенанта Голикова исполнил Виктор Степанов.
- 1986 — Государственная граница. Год сорок первый — роль генерал-лейтенанта  Голикова исполнил Владимир Ткаченко

## Семья
Жена Зинаида Афанасьевна (урожд Троегубова, 5 июля 1901, Екатеринбург — ноябрь 1969, Москва), поженились 15 мая 1920 года, было шесть детей, из них трое умерли в детстве.
- Голиков Сергей Филиппович — (1924—2009), генерал-лейтенант. У него две дочери: Татьяна и Ольга.
- Голиков Борис Филиппович — (1926—2008), полковник, кандидат технических наук. У него дочь Ирина.
- Голикова-Семенцова Нина Филипповна — (1931—2006) — доцент факультета журналистики МГУ имени М. В. Ломоносова, кандидат филологических наук. У неё дочь Вера Олеговна и сын Александр Олегович[45].

## Мемуары
- Голиков Ф. И. Красные орлы (Из дневников 1918–1920 г.г.). — М.: Наука, 1959. — 328 с.
- Голиков Ф. И. Записки начальника Разведупра, июль 1940 года — июнь 1941 года. — Москва: Родина, 2018. — 462 с. ISBN 978-5-907024-60-1.
- Голиков Ф. И. 10-я армия в московской битве // Провал гитлеровского наступления на Москву. 25 лет разгрома немецко-фашистских войск под Москвой. 1941-1966. — М.: Наука, 1966. — 350 с. — 50 000 экз. Архивировано 23 сентября 2007 года.
- Голиков Ф. И. В Московской битве (Записки командарма). — М.: Наука, 1967. — 200 с. — (Вторая мировая война в исследованиях, воспоминаниях, документах). — 70 000 экз.
- F. Golikov — Con mision militar en Inglaterra y EE.UU. — Издательство «Прогресс», 1988. — 135 с. — 3100 экз. на исп.яз.
- Голиков Ф. И. Незабываемые встречи. // Битва за Сталинград. 4-е издание. — Волгоград: Нижне-Волжское книжное издательство, 1973.
- Голиков Ф. И. Резервная армия готовится к защите столицы. // Военно-исторический журнал. — 1966. — № 5. — С.64—76.
- Голиков Ф. И. Резервная армия вступает в сражение южнее Москвы. // Военно-исторический журнал. — 1966. — № 11. — С.56—68.
- Голиков Ф. И. Острогожско-Россошанская операция. // Военно-исторический журнал. — 1966. — № 11. — С.62—67.
- Голиков Ф. И. Сталинград (Воспоминания заместителя командующего фронтом). // Новая и новейшая история. — 2006. — № 1. — С.55-64.
- Голиков Ф. И. Советская военная разведка перед гитлеровским нашествием на СССР. // Военно-исторический журнал. — 2007. — № 12. — С.5—11.; 2008. — №.1. — С.27-32.[46]

### Комментарии
1. ↑  Предшественник Голикова на посту начальника ГРУ И. И. Проскуров (апрель 1939 — июль 1940), представлявший объективные доклады разведки о военных приготовлениях Германии против СССР, после отстранения от должности попал в опалу, сразу после начала немецкого вторжения арестован (27 июня 1941) и в октябре 1941 расстрелян. В 1938—1940 годах  были последовательно расстреляны и другие начальники ГРУ: Берзин (1938), Урицкий (1938), Никонов (1937), Гендин (1939) и Орлов (1940). Кроме того, в ходе массовых репрессий внутри НКВД (1937—1938) были уничтожены многие руководители внешней разведки ОГПУ (ИНО ОГПУ): Артузов, Слуцкий, Шпигельглас и др. Агентурная сеть за границей была фактически разгромлена, некоторые видные агенты ИНО, такие как А. М. Орлов ушли на Запад. Таким образом, накануне войны с Германией внешняя разведка СССР находилась далеко не в лучшем состоянии. Давать объективную информацию, не соответствующую стратегическим планам Сталина, было опасно для жизни.
2. ↑  На основании радиоперехвата и расшифровки немецких сообщений (программа Ultra) правительство Черчилля имело надёжные сведения о ходе подготовки Германии к вторжению в СССР. Весной 1941 года эти сведения были переданы СССР по официальным дипломатическим каналам, однако Сталин расценил эти действия как попытку втянуть СССР в войну с Германией[16].
3. ↑  Брянский фронт изначально был поставлен в тяжёлое положение из-за ошибки Сталина в определении направления немецкого наступления в рамках плана «Блау». Неудачи РККА летом 42-го имели те же причины, что и поражения 41-го: плохая тактическая подготовка командиров всех уровней, техническая отсталость в области связи и авиации и др.[27] Неудачи преследовали не только Брянский фронт Голикова, но и Юго-Западный фронт (ком. С. К. Тимошенко).

### Сноски
1. 1 2  Filipp Ivanovich Golikov // TracesOfWar
2. 1 2  Filipp I. Golikow // Munzinger Personen (нем.)
3. ↑  О присвоении воинских званий. Указ Президиума Верховного Совета СССР. Ведомости Верховного Совета СССР. 1961. №19 (1054). Ст. 208. Архивировано 7 мая 2019. Дата обращения: 7 мая 2019.
4. ↑  Маршал Советского Союза Филипп Иванович Голиков. Дата обращения: 15 октября 2023. Архивировано 20 октября 2023 года.
5. ↑  Военная энциклопедия в 8 томах. Т. 2: Вавилония — Гюйс / Гл. ред. комиссии П. С. Грачёв. — М.: Воениздат, 1994. — 544 с. — ISBN 5-203-00299-1. — С.440—441.
6. ↑  Голиков Филипп Иванович. Справочник по истории Коммунистической партии и Советского Союза 1898 - 1991.. www.knowbysight.info. Дата обращения: 13 августа 2017. Архивировано 13 августа 2017 года.
7. ↑  Маршал Голиков, 2017, с. 12.
8. ↑  Лица Зауралья. ГОЛИКОВ Филипп Иванович. Дата обращения: 26 августа 2019. Архивировано 13 марта 2019 года.
9. ↑  Владимир Плющев. «Кто Вы, Маршал Голиков, чье имя носит проспект в Кургане?», газета «Молодой ленинец», №№ 25, 26, 27, 1989 год. Дата обращения: 13 августа 2017. Архивировано 13 августа 2017 года.
10. 1 2 3 4  Вавилон — «Гражданская война в Северной Америке» / [под общ. ред. Н. В. Огаркова]. — М. : Военное изд-во М-ва обороны СССР, 1979. — С. 585. — (Советская военная энциклопедия : в 8 т. ; 1976—1980, т. 2).
11. ↑  Официальный сайт Тамакульского сельсовета - История села - Официальный сайт Тамакульского сельсовета. Администрация Тамакульского сельского совета.. tam.dalmatovo.su. Дата обращения: 13 августа 2017. Архивировано 13 августа 2017 года.
12. ↑  Александр ГОРОХОВСКИЙ (19 июня 2002). О малоизвестных фактах биографии известного военачальника рассказывает его дочь Нина Филипповна Голикова. Газета «ФАКТЫ». Архивировано 13 августа 2017. Дата обращения: 13 августа 2017.
13. ↑  1941 год. Т. 1. Доклад начальника Разведуправления Генштаба Красной Армии генерал-лейтенанта Голикова в НКО СССР, СНК, СССР и ЦК ВКП(б) «Высказывания (оргмероприятия) и варианты боевых действий германской армии против СССР». М.: Международный фонд «Демократия», 1998. С. 776—780.
14. ↑  Ивашутин П. И. Докладывала точно (воспоминания о минувшей войне). // Военно-исторический журнал. — 1990. — № 5. — С.58.
15. ↑  Калинин В. П. Оценка доклада Ф. И. Голикова от 20 марта 1941 года с позиций сегодняшнего дня. // Военно-исторический архив. — 2008. — № 8. — С.123—130.
16. ↑  Lewin, 2001, p. 104.
17. ↑  ГАВРИЛОВ Д.В. «ПРОЯВИЛ СЕБЯ КАК КРУПНЫЙ ВОЕНАЧАЛЬНИК…» // «Военно-исторический журнал» : pdf. — М.: Министерство обороны РФ, 2010. — Октябрь (№ 10). — С. 34. Архивировано 13 августа 2017 года.
18. ↑  О чем не успел рассказать маршал Голиков. Тайны истории. Архивировано 13 августа 2017. Дата обращения: 13 августа 2017.
19. ↑  Лота В. Секретный фронт Генерального штаба. Книга о военной разведке. 1940—1942. — М.: Молодая гвардия, 2005. — ISBN 5-235-02779-5.
20. ↑  Васильев В. В. О чём Ф. И. Голиков докладывал И. В. Сталину накануне войны? // Военно-исторический журнал. — 2014. — № 8. — С.43—48.
21. ↑  Постановление Государственного комитета обороны № ГКО-27сс от 5 июля 1941 г. Документ опубликован в: Гришко Н. С. ГКО постановляет… // Военно-исторический журнал. — 1992. — № 2. — С. 31-35.
22. ↑  Юрий Рубцов. «Командная работа для меня — призвание». // Военно-промышленный курьер (13 июля 2005). Дата обращения: 13 августа 2017. Архивировано 13 августа 2017 года.
23. ↑  Лебедева О. В. Советская военная дипломатия в годы Великой Отечественной войны. // Военно-исторический журнал. — 2019. — № 4. — С.35.
24. ↑  Невзоров Б. И. Достижение успеха при общем превосходстве противника в силах и средствах (По опыту 10-й армии в контрнаступлении под Москвой). // Военно-исторический журнал. — 1986. — № 12. — С. 22-29.
25. ↑  Статья о Воронежско-Ворошиловградской операции Архивная копия от 20 апреля 2011 на Wayback Machine на сайте «Солдаты XX века».
26. ↑  История Великой Отечественной войны Советского Союза. В 6 томах. — М.: Воениздат, 1961. — Т. 2. — С. 419—422.
27. ↑  Erickson, 2003, с. 356.
28. ↑  Алексеев М. А., Колпакиди А. И., Кочик В. Я. Энциклопедия военной разведки. 1918—1945 гг. — М., 2012. — С. 21-22.
29. ↑  Картаполов А. В. Из когорты творцов Победы. К 120-летию со дня рождения Маршала Советского Союза Ф. И. Голикова. // Российское военное обозрение. — 2020. — № 8. — С. 16-21.
30. ↑  Печенкин А. А. Нарком обороны СССР И. В. Сталин и его заместители. // Военно-исторический журнал. — 2005. — № 8. — С. 23, 27.
31. ↑  Постановление СНК СССР № 1315-392с «Об уполномоченном Совета Народных Комиссаров СССР по делам репатриации граждан СССР». 4 октября 1944 г. // Репатриация советских граждан с оккупированной территории Германии, 1944—1952: Сборник документов в 2 томах. — Т. 1: 1944—1946. — М.: Политическая энциклопедия, 2019. — 877 с. — ISBN 978-5-8243-2343-6. — С. 55—56.
32. ↑  Полян П. М. Жертвы двух диктатур. Советские военнопленные и остарбайтеры в Третьем рейхе и их репатриация. — М.: ВАШ ВЫБОР ЦИРЗ, 1996. — 442 с. — ISBN 5-89002-008-0., переиздана в 2002 году под названием «Жертвы двух диктатур: Жизнь, труд, унижение и смерть совет. военнопленных и остарбайтеров на чужбине и на родине» в увеличенном до 894 стр. объёме, ISBN 5-8243-0130-1.
33. ↑  Маршал Советского Союза Ф. И. Голиков (К 80-летию со дня рождения). // Военно-исторический журнал. — 1980. — № 7 — С. 86-88.
34. ↑  Вавилон — «Гражданская война в Северной Америке» / [под общ. ред. Н. В. Огаркова]. — М. : Военное изд-во М-ва обороны СССР, 1979. — С. 586. — (Советская военная энциклопедия : в 8 т. ; 1976—1980, т. 2).
35. ↑  Постановление СНК СССР № 2484 от 26.11.1935 г.
36. ↑  Постановление СНК СССР № 4074/п от 31.12.1937 г.
37. ↑  Постановление СНК СССР № 04/п от 08.01.1938 г.
38. ↑  Постановление СНК СССР от 4.06.1940 № 945
39. ↑  Постановление СНК СССР № 68 от 19.01.1943 г.
40. ↑  Постановление СНК СССР № 475 от 08.05.1959 г.
41. ↑  Маршал Советского Союза Филипп Иванович Голиков. Награды. Дата обращения: 15 октября 2023. Архивировано 20 октября 2023 года.
42. ↑  Аншлаг маршалу Ф.И. Голикову. Дата обращения: 15 октября 2023. Архивировано 20 октября 2023 года.
43. ↑  Голиков Филипп Иванович. // Катайск. Дата обращения: 13 августа 2017. Архивировано 13 августа 2017 года.
44. ↑  Маршал Советского Союза Филипп Иванович Голиков. Семья. Дата обращения: 15 октября 2023. Архивировано 20 октября 2023 года.
45. ↑  Наш земляк Филипп Иванович Голиков - маршал Советского Союза. Дата обращения: 15 октября 2023. Архивировано 20 октября 2023 года.
46. ↑  Статья была написана автором в 1969 году, но по неясным причинам тогда не опубликована.